# Настоящие хамелеоны
Настоя́щие хамелео́ны (лат. Chamaeleo) — род ящериц из семейства хамелеонов. Включает 14 видов, распространённых в Африке, Азии и Европе.

## Описание
Длина тела от 10 до 60 см. Хвост часто длинный, цепкий. Способны произвольно менять окраску. У ряда видов на голове есть рога.
Туловище покрыто одинаковыми или слегка отличающимися по форме чешуями в виде зернистых бугорков. По бокам головы проходят гребни. У всех видов рода имеется горловой мешок. У самцов (и иногда самок) на предплюснах имеются шипы. От остальных хамелеонов отличаются наличием двух прямых перегородок в лёгких, тянущихся от отверстий бронхов в каудальном направлении, строением гемипенисов, а также кариотипом (диплоидный набор хромосом представлен 12 макрохромосомами и 12 микрохромосомами).

## Ареал и места обитания
Обитают в Африке и на Мадагаскаре, а также в Передней Азии, Индии, на Шри-Ланке и в южной Европе. Встречаются в различных биотопах. В основном это тропические леса и саванны, некоторые виды обитают в горах, ещё меньше видов — в степях.

## Размножение
Все виды рода яйцекладущие. Самки достигают половой зрелости в возрасте одного года и после этого делают по 1—3 кладки в год.

## Виды
В 1986 году Чарльз Клавер и Вольфганг Бёме в своей работе, посвящённой филогении и классификации хамелеонов, отнесли к роду виды с крупными перегородками в лёгких, и выделили в нём два подрода: Chamaeleo (Chamaeleo) и Chamaeleo (Trioceros), однако по результатам более поздним молекулярно-генетическим исследованиям, Trioceros был признан отдельным родом.
По данным сайта The Reptile Database, на апрель 2024 года в род включают 14 видов:
- Chamaeleo africanus Laurenti, 1768 — африканский хамелеон
- Chamaeleo anchietae Bocage, 1872 — ангольский хамелеон
- Chamaeleo arabicus Matschie, 1893
- Chamaeleo calcaricarens Böhme, 1985
- Chamaeleo calyptratus Duméril & Duméril, 1851 — йеменский хамелеон
- Chamaeleo chamaeleon Linnaeus, 1758 — обыкновенный хамелеон
- Chamaeleo dilepis Leach, 1819 — лопастеносный хамелеон
- Chamaeleo gracilis Hallowell, 1844 — грациозный хамелеон
- Chamaeleo laevigatus Gray, 1863
- Chamaeleo monachus Gray, 1865
- Chamaeleo namaquensis Smith, 1831 — пустынный хамелеон
- Chamaeleo necasi Ullenbruch, Krause & Böhme, 2007
- Chamaeleo senegalensis Daudin, 1802 — сенегальский хамелеон
- Chamaeleo zeylanicus Laurenti, 1768